# Аласио
Ала̀сио (на италиански: Alassio; на лигурски: Arasce, Араше) е пристанищен град и община в Северна Италия, провинция Савона, регион Лигурия. Разположен е на брега на Лигурско море, на лигурското Западно крайбрежие. Населението на общината е 11 004 души (към 2011 г.).